# نناد لالوویچ
نناد لالوویچ (انگلیسی: Nenad Lalović؛ ۱ ژانویهٔ ۱۹۵۸) ورزشکار بازنشسته، مدیر اجرایی و اهالی کسب‌وکار اهل صربستان است، که هم‌اکنون به‌عنوان رئیس اتحادیه جهانی کشتی فعالیت می‌کند. وی از اعضای کمیته بین‌المللی المپیک است.